# Herrera (Asunción)
Luis Alberto de Herrera es un barrio de la ciudad de Asunción, capital de la República del Paraguay.

## Características
Antiguamente los límites de Luis A. de Herrera eran las Avdas. Santa Teresa, Madame Lynch, San Martín y Mcal. López. Gran parte de las tierras de ese sector pertenecían a la familia Campos Cervera. Posteriormente se loteó la zona expandiéndose la población hacia el este. Los primeros pobladores provenían del barrio Obrero del sector de Mercado Nº 4 y del interior del país.

## Límites
El barrio tiene de limitantes a las Avdas. Mcal. López, y Madame Lynch; la calle Dr. Caballero y Dr. Eusebio Lillo.
- Al norte limita con el barrio Ycua Satí .
- Al sur limita con el barrio Villa Aurelia.
- Al este limita con el barrio Santa María.
- Al oeste limita con el barrio San Cristóbal.

## Superficie
Tiene 1,17 km². El barrio Luis Alberto de Herrera posee una zona alta y otra baja. La utilización del suelo es predominantemente habitacional. También existen varias industrias, depósitos de materiales de construcción, maderas y comercios.

## Vías y Medios de Comunicación
Las principales vías de comunicación son las Avdas. Mcal. López y Madame Lynch, las calles Dr. Eusebio Lillo y Denis Roa, todas son pavimentadas. Las calles internas cuentan con empedrados.
Operan cuatro canales de televisión abiertos y varias empresas que emiten señales por cable. Se conectan con veinte emisoras de radio que transmiten en frecuencias AM y FM. Cuenta con los servicios telefónicos de Copaco y de telefonía celular, además cuenta con varios otros medios de comunicación y a todos los lugares llegan los diarios capitalinos.

## Transporte
Las líneas de transporte público que conectan al barrio son las líneas 15, 55, 48, 18, 12, 56, 58, 3, 36, 44, 26 interurbanas. Conectan con el interior del barrio las líneas 1, 12, 13, 36 y 51

## Geografía
Situado en la ciudad de Asunción, capital del Paraguay, en el Departamento Central de la Región Oriental, dentro de la bahía del Río Paraguay, ciudad cosmopolita, donde confluyen personas de distintas regiones del país y extranjeros que la habitan, ya arraigados en ella.

## Clima

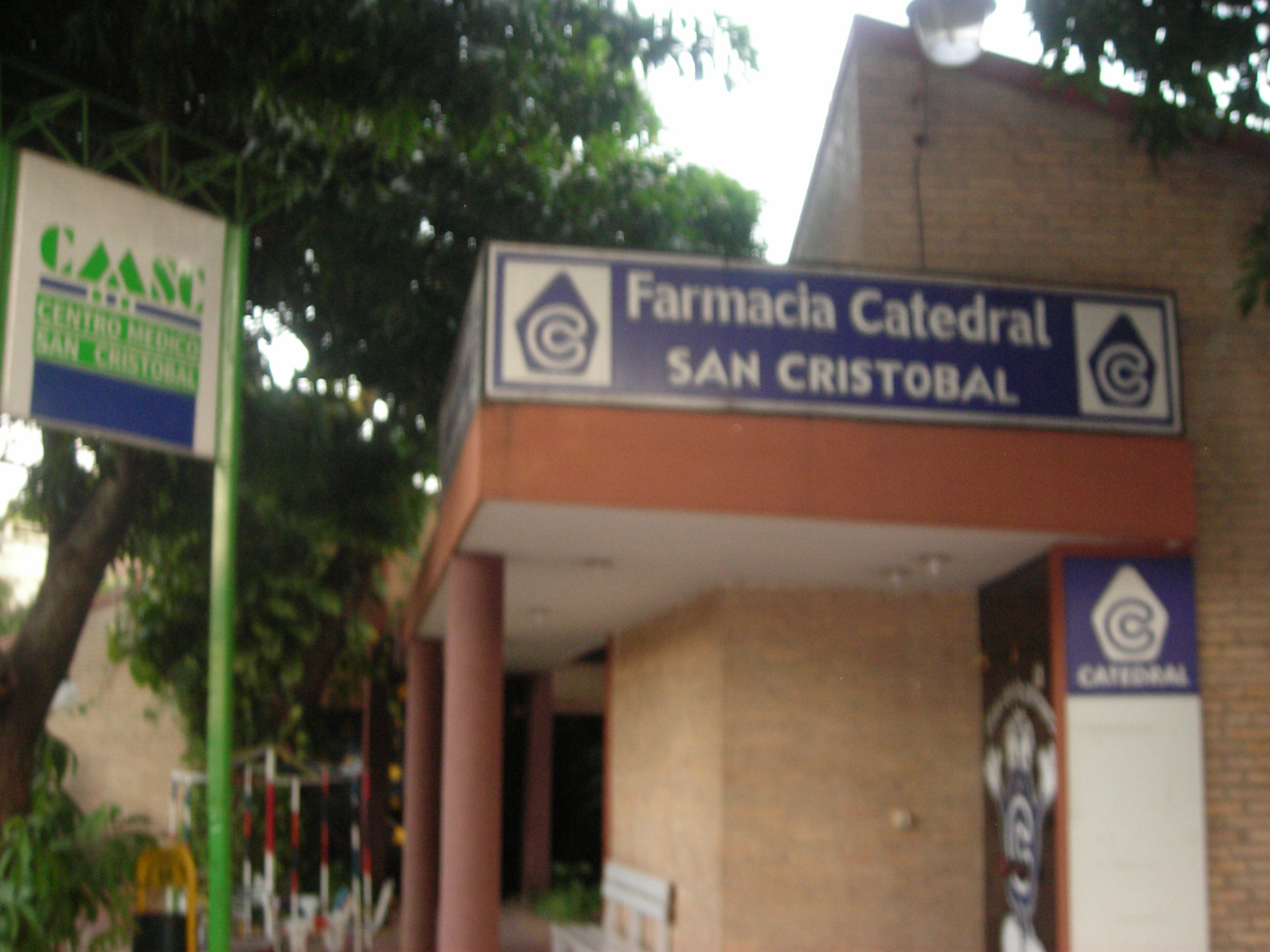
Centro Médico San Cristóbal.

Clima tropical, la temperatura media es de 28 °C en el verano y 19 °C en el invierno. Vientos predominantes del norte y sur. El promedio anual de precipitaciones es de 1700 mm

## Población
La población total es de 5.582 habitantes aproximadamente de los cuales 45% son hombres y 55% son mujeres. La densidad poblacional es de 4.755 hab./km².

## Demografía
Existen 1.180 viviendas aproximadamente, con un promedio de 4.7 habitantes cada una. La mayor parte de ellas son de tipo económico. 
El porcentaje de cobertura de servicios es el siguiente:
- El 97% de las viviendas poseen energía eléctrica.
- El 76% de las viviendas poseen agua corriente.
- El 85% de las viviendas poseen el servicio de recolección de basura.
- El 50% de las viviendas poseen red telefónica.
- En materia sanitaria el barrio cuenta con un puesto de salud dependiente de la sexta región sanitaria del Ministerio de Salud Pública y Bienestar Social, que tiene equipamiento básico y algunos profesionales como obstetras, ginecólogos, odontólogos, pediatras y auxiliares de enfermería.

Hay además un centro médico dependiente de una cooperativa. En el ámbito educativo el barrio cuenta con dos colegios privados de nivel primario y secundario y con jardín infantil estatal.
La población del barrio está constituida mayoritariamente por individuos de clase media y alta.

## Principales problemas del barrio
- Falta de plazas y espacios verdes (los terrenos destinados a plazas fueron ocupados por viviendas, por clubes sociales y deportivos, y se edificaron escuelas, etc.)

- Emigración de personas de escasos recursos, que se ven obligadas a salir del barrio por el elevado costo de los servicios.

## Instituciones y Organizaciones existentes
Comisiones vecinales
Existen 3 comisiones vecinales 
- Ñañopotyvopaguazú
- De la victoria
- Abente y Gómez de Castro

Sus objetivos son la desafectación del predio que ocupan y el mejoramiento integral del barrio
Cooperativas
- Cooperativa de Avicultores

Otras

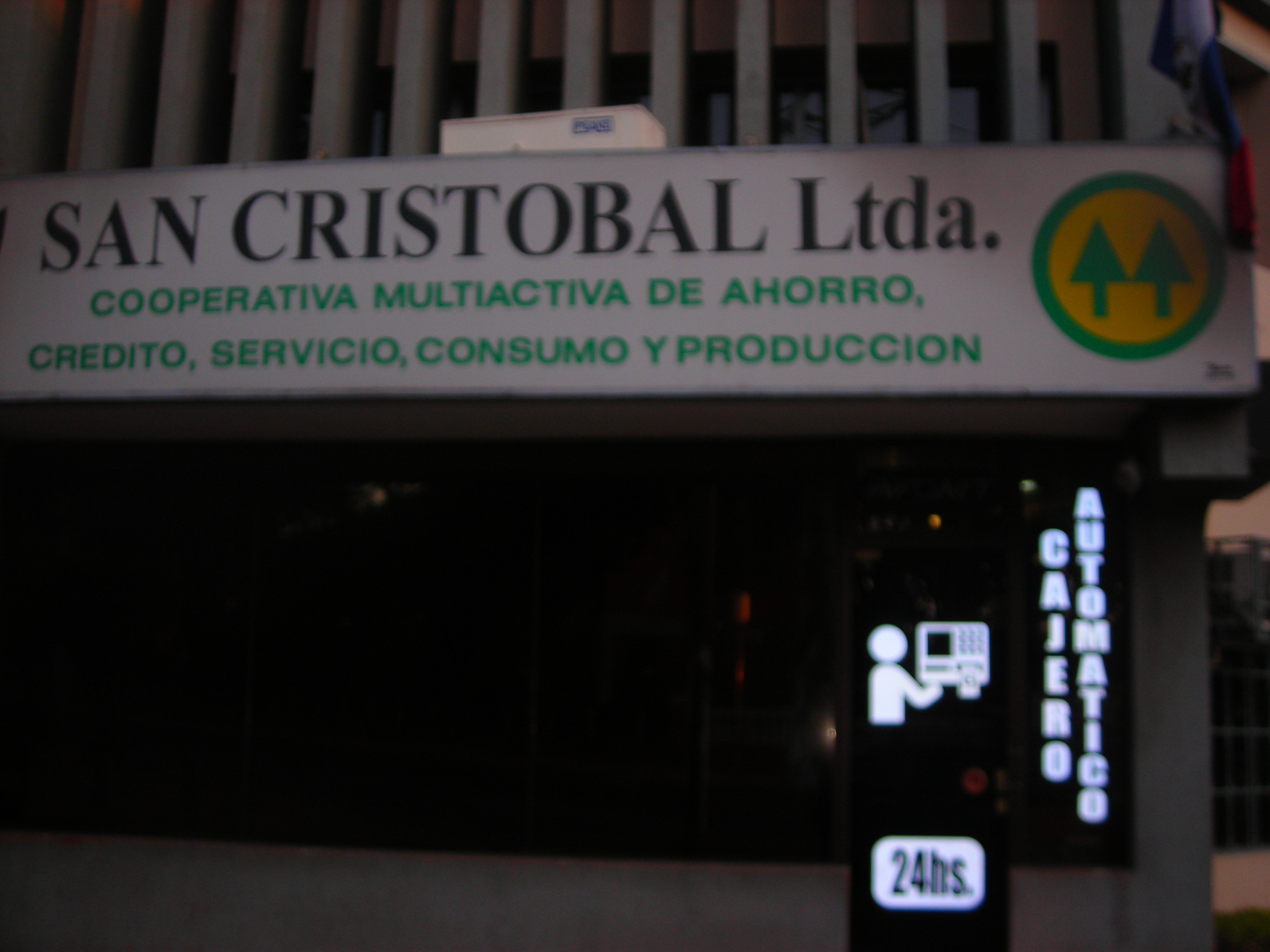
Cooperativa San Cristóbal.

- Sede barrial de la Unión Paraguaya de Veteranos de la Guerra del Chaco.

## Instituciones No Gubernamentales
Religiosa Católica
- Oratorio San Pedro y San Pablo

Otras
- Iglesia Asamblea de Dios
- Iglesia Evangélica
- Iglesia de Jesucristo de los Santos de los Últimos Días
- Iglesia Centro Familiar de Adoración

Entidades Sociales
- Club Social y Deportivo Nanawa
- Club Deportivo Mariscal Estigarribia

Servicio Sanitario
- Centro Médico de la Cooperativa San Cristóbal

Educativas
- Colegio Faith Christian School
- Escuela Bautista de Herera
- School Of Tomorrow (Luis Alberto de Herrera)
- Colegio Cristiano Victoria

## Instituciones Gubernamentales
Servicio Sanitario
- Clínica Médicas del Oratorio San Pedro y San Pablo dependiente del Ministerio de Salud Pública y Bienestar Social.

Educativas:
- Jardín Infantil N.º 3 dependiente del Ministerio de Salud Pública y Bienestar Social.

Municipales
- Plaza
- Una plaza semiequipadas